# Miguel Arroyave
José Miguel Arroyave Ruiz también conocido como alias "Arcángel" o "el Químico" (Amalfi, 10 de agosto de 1954 - Puerto Lleras, 19 de septiembre de 2004) fue un paramilitar y narcotraficante colombiano. 
Fue comandante del Bloque Centauros de las Autodefensas Unidas de Colombia (AUC).

## Biografía
Nacido en Amalfi (Antioquia), cercano a los hermanos Castaño. En 1990 llegó al Meta y se convirtió en proveedor de insumos para la producción de cocaína en Colombia. Capturado en 1999, pasó tres años en la cárcel y en 2001 adquirió una franquicia de las AUC, la cual denomminó como Bloque Centauros de las AUC, conformado por seis mil hombres en Guaviare, Meta, Casanare, Boyacá, Cundinamarca, y Bogotá. En Bogotá también creó junto a los hermanos Castaño, el Frente Capital de las AUC, para contrarrestar la influencia de las FARC-EP en la capital.
Entre 2003 y 2004, el Bloque Centauros liderado por Arroyave sostuvo una guerra contra 'los Buitragueños', el grupo paramilitar de Héctor Germán Buitrago, alias ‘Martín Llanos’, conocido como las Autodefensas Campesinas de Casanare. El Bloque Centauros de las AUC tiene registradas 6.000 víctimas en el Sistema de Información de Justicia y Paz (SIJYP). Responsable de ordenar masacres y asesinatos.

## Muerte
Murió asesinado en 2004, en Puerto Lleras (Meta), en medio de las negociaciones para la desmovilización de las AUC. Fue acribillado por dos de sus comandantes conocidos como Pedro Oliverio Guerrero Castillo, alias "Cuchillo" y ‘Jorge Pirata’. Tras la muerte de Arroyave, el Bloque Centauros se dividió y Daniel Barrera ‘El Loco’ tomó las zonas que dominaba Arroyave.
En junio de 2015 una juez determinó que la esposa de Miguel Arroyave, Martha Cardozo, su hija y seis familiares cercanos diseñaron una estrategia para transferir bienes obtenidos con dinero del narcotráfico y el paramilitarismo a terceros.